# Szarvas Attila
Szarvas Attila (Miskolc, 1975. január 24. –) magyar színész.

## Pályafutása
A Kandó Kálmán Híradástechnikai Szakközépiskolába járt, 1997 és 2000 között a Gór Nagy Mária Színitanodában végezte tanulmányait, majd a Fiatalok Színházában töltötte gyakorlatát. A Hair című musicalben két szerepet is játszott felváltva. A Gyöngyösi Tamás által vezetett mozgásszínház tagja is volt. 2001-től a kecskeméti Katona József Színházban játszott. 2013-tól az Újszínház tagja.

## Magánélete
2014. augusztus 16-án kötött házasságot Gregor Bernadett színésznővel, akitől közös megegyezéssel 2018. október 3-án elvált.

## Vizsgaszerepei
- Csongor és Tünde – Csongor
- Bánk bán – Ottó
- Liliomfi – Szilvay professzor
- Ivanov – Ivanov
- Egy hónap falun – A diák
- Antigoné – Kreón
- Julius Caesar – Antonius
- Nyár – Félcseresznye

## Színházi szerepei
- Valentin nap (bemutató: 2021. szeptember 17. Éless-Szín) Arnold, 40-es, érdekes, álmodozó fickó
- Bizánc (bemutató: 2018. február 23. Újszínház) Leonidász
- A brémai muzsikus (bemutató: 2018. február 23. Újszínház) Okos Mokos - zsivány
- Sári Biró (Bemutató: 2017. március 3. Újszínház) Csobaji
- A kőszívű ember fiai (bemutató: 2016. október 14. Újszínház) Baradlay Richárd
- A királynő aranyból van (Stuart Mária) (bemutató: 2016. május 20, Újszínház) Bothwell hercege
- Ex (bemutató: 2016 december 16. Újszínház) Badajoz pénzügyminiszter/Gervaisis
- Kakuk Marci (bemutató: 2016. január 15. Újszínház) Ucu Jóska (közrendőr)
- Titkok egy hálószobából (bemutató: 2016, Fregoli Színház)
- Szerelmes Komédiások avagy Miss Arizona (bemutató: 2010)
- Bridge/A nagy játszma (bemutató: 2015. november 22. Éless Szín) Bors Ádám (színész)
- A Noszty fiú esete Tóth Marival (bemutató: 2015. november 13. Újszínház) Malinka Kornél
- Csongor és Tünde (bemutató: 2014. november 28. Újszínház) Berreh (ördög; kalmár)
- Énekes madár (bemutató: 2014. október 17. Újszínház) Katolikus pap (dobos ember)
- Nagyvizit (bemutató: 2014. január 31. Újszínház) Fazekas
- Kreutzer szonáta (bemutató: 2013. november 15. Újszínház) Truhacsevszij (Ivan Pavlovics)
- Országjáró Mátyás király (bemutató: 2013. július 19. Újszínház) Kinizs Pál(Harmadik Főúr, Őr)
- A bolondok grófja (bemutató: 2013. október 11. Újszínház) Gerő (kulcsár)
- Ábel (bemutató: 2012. december 14. Újszínház) Fuszulán(János, Pap)
- Jézusfaragó ember (bemutató: 2012. október 19. Újszínház) Ajnádi Ferenc
- Csíksomlyói Magyar Passió (bemutató: 2011. augusztus 10. Evangélium Színház)
- Ágacska (bemutató: 2009. január 29. Kecskeméti Katona József Színház) Festő
- Garcia Lorca háza (bemutató: 2008 október 31. Kecskeméti Katona József Színház)
- Hajmeresztő (bemutató: 2008. október 17. Kecskeméti Katona József Színház)
- A komédiás had, avagy Thespis kordéja (bemutató: 2008. október 3. Kecskeméti Katona József Színház)
- Alkésztisz (bemutató: 2008. február 29. Kecskeméti Katona József Színház) Halál
- Pinokkió (bemutató: 2008. január 16. Kecskeméti Katona József Színház) Titokzatos úr
- Kecskeméti kiskondás (bemutató: 2007. október 10. Kecskeméti Katona József Színház) Benedek királyfi
- Úri muri (bemutató: 2007. szeptember 28. Kecskeméti Katona József Színház) Hulla János, munkás
- Lángarc (bemutató: 2007. május 20. Kecskeméti Katona József Színház)
- Árva Bethlen Kata (bemutató: 2007. április 23. Újszínház)
- Osztrigás Mici (Dráma a Maximból) (bemutató: 2007. április 13. Kecskeméti Katona József Színház) Coignon hadnagy
- Svejk, a derék (bemutató: 2007. március 6. Kecskeméti Katona József színház)
- A kisfiú meg az oroszlánok (bemutató: 2007. január 9. Kecskeméti Katona József Színház) Baltazár, állatszelídítő
- Danton halála (bemutató: 2006. november 24. Kecskeméti Katona József Színház)
- A szarvaskirály (bemutató: 2006. július 3. Kecskeméti Katona József Színház) Leandro, Pantalone fia
- Csókos Asszony (bemutató: 2006. április 7. Kecskeméti Katona József Színház)
- E-chat (bemutató: 2006. január 27. Kecskeméti Katona József Színház)
- A mi Józsink (bemutató: 2005. december 9. Kecskeméti Katona József Színház) Bozó István Színész
- Rózsa és Ibolya (bemutató: 2005. október 5. Kecskeméti Katona József Színház)
- A revizor (bemutató: 2005. március 20. Kecskeméti Katona József Színház) Miska
- Mátyás mesék (bemutató: 2004 szeptember 24. Kecskeméti Katona József Színház) Hunyadi Mátyás
- Vörös malom (bemutató: 2004 április 16. Kecskeméti Katona József Színház) Bábos
- Kurázsi mama és gyerekei (bemutató: 2004. január 9. Kecskeméti Katona József Színház) Eilif Nojecki
- Gautier Margit, avagy a kaméliás hölgy esete ( bemutató: 2003. november 15. Kecskeméti Katona J. Színház)
- Vágy a szilfák alatt (bemutató: 2003. január 31. Kecskeméti Katona József Színház)
- Ármány és Szerelem ( bemutató: 2002. november 14. Kecskeméti Katona József Színház) Ferdinánd
- Ólomkatona és Papírsárkány (bemutató: 2002. szeptember 21. Kecskeméti Katona József Színház) Mesélő
- A király meztelen (bemutató: 2001. november 30. Kecskeméti Katona József Színház) Tudós
- Fösvény (bemutató: 2001. október 12. Kecskeméti Katona József Színház) Cléante
- Volpone (bemutató: 2001. január 28. Radnóti Miklós Színház)

## Filmszerepei
- S.E.R.E.G. (magyar sorozat, 2024) Missziós tábornok
- Drága örökösök – A visszatérés (magyar sorozat, 2024) Tomaš
- Doktor Balaton (magyar sorozat, 2022) Hugó
- Elk*rtuk (magyar film, 2021) Alezredes
- Keresztanyu (magyar sorozat, 2021) Perka
- Barátok közt (magyar sorozat, 2021) Takács Antal
- Drága örökösök (magyar sorozat, 2020) Tomaš
- A mi kis falunk (magyar sorozat, 2020) Autósbolti eladó
- Jófiúk (magyar sorozat, 2019) Restaurátor
- Jóban Rosszban (magyar sorozat, 2017) Tóth Pál
- Cinematographer (rövidfilm, 2017) Goon
- Sobri (szín., magyar kalandfilmsorozat, 2002)
- Sobri - Betyárfilm (szín., magyar film, 2002) Sobri Jóska
- Sacra Corona (szín., magyar történelmi dráma, 2001) Szent László király
- Mária, Jézus anyja (amerikai - magyar TV film, 1999) Jakab apostol
- Szomszédok (Magyar teleregény, 1999) Panni barátja

## Díjak
- KEPA-díj